# Ágh Márton
Ágh Márton (Keszthely, 1972. július 6. – ) Jászai Mari-díjas magyar jelmez-, díszlet- és látványtervező.

## Életpályája
Édesanyja Ágh-Töttő Edit (Balatonederics, 1945) keszthelyi illetőségű festő- és grafikusművész.
1990-ben érettségizett Keszthelyen a Vajda János Gimnáziumban. 1991 és 1996 között a budapesti Képzőművészeti Főiskolán tanult látvány-, díszlet- és jelmezszakon. Már a főiskolai éveiben részese volt a TÁP Színház és Vajdai Vilmos első előadásainak a Tilos az Á-ban, emellett évfolyamtársaival belekóstolt a kortárs amatőr színészetbe is.
A diploma megszerzése után főleg vidéken, elsősorban Kaposváron és Pécsett dolgozott; nyolc év alatt közel ötven klasszikusnak mondható színházi bemutató díszletterveit készítette el. 2000-ben találkozott Schilling Árpáddal, ettől kezdve állandó díszlettervezője lett a klasszikus és kortárs drámákat újszerű módon feldolgozó Krétakör Színháznak, majd a Krétakör Produkciónak. Itt dolgozott együtt először Mundruczó Kornéllal, akinek közeli munkatársa lett, követte az általa megalakított Proton Színházhoz. Állandó tagja a Proton Produkciónak, ahol a díszlettervezés mellett jelmeztervezéssel is foglalkozik. 2015-ben a Katona József Színházban bemutatott Faust I. és Faust II., 2016-ban pedig a Proton Színházbeli Látszatélet díszleteiért megkapta a színikritikusok díját.
Színházi munkája mellett mindvégig dolgozott a filmgyártásban is: számos kisfilm és tévéjáték díszlet- és látványtervezését végezte. Első nagyjátékfilmjét Kamondi Zoltánnal készítette (Az alkimista és a szűz). Nemzetközi koprodukció keretében olyan rendezőkkel dolgozott, mint Szabó Ildikó, Peter Greenaway, Adrian Rudomin, vagy Eric Red. Ő tervezte a látványvilágát Till Attila játékfilmjeinek (Pánik , Tiszta szívvel), és a filmkészítésben ugyancsak állandó partnere Mundruczó Kornélnak (Delta, A Nibelung-lakópark, Szelíd teremtés – A Frankenstein terv, Fehér isten, Jupiter holdja). Az ő látványtervei alapján készült a Drakulics elvtárs, a Tegnap és a Természetes fény; ez utóbbinak jelmeztervezője is volt. E magyar filmdrámában végzett munkáját 2021-ben az Európai Filmakadémia a legjobb európai látványtervező díjjal ismerte el.
A mozgókép-látványtervezés mellett reklámfilm díszleteket, valamint kiállításokat tervez.
Kiemelkedő színművészeti és színháztudományi tevékenységéért 2009-ben Jászai Mari-díjjal tüntették ki. 2022-ben a Nemzetközi Színházi Intézet (ITI) Magyar Központja által alapított Hevesi Sándor-díjjal ismerték el a magyar nyelvű színházi kultúra nemzetközi elismertetéséért végzett munkáját.

## Színházi munkái
- 1994 : Szentivánéji álom (r.: Gothár Péter, Katona József Színház)
- 1995 : Macbeth (r.: Soós Péter, Pécsi Nemzeti Színház)
- 1996 : Vihar (r.: Znamenák István, Csiky Gergely Színház)
- 1996 : "ez elment vadászni..." (kor.: Ladányi Andrea, Thália Színház)
- 1996 : Höbörgő János Mátyás Károly (r.: Hevér Gábor, (Kamra))
- 1996 : Müller táncosai (r.: Soós Péter, Pécsi Nemzeti Színház)
- 1996 : Kokainfutár (r.: Znamenák István, Csiky Gergely Színház)
- 1997 : Julius Ceasar (r.: Soós Péter, Pécsi Nemzeti Színház)
- 1997 : Imoga (r.: Soós Péter, Pécsi Nemzeti Színház)
- 1997 : Az ügynök halála (r.: Znamenák István, Csiky Gergely Színház)
- 1997 : Ahogy tetszik (r.: Lukáts Andor, Miskolci Nemzeti Színház)
- 1997 : "Love street" (kor.: Ladányi Andrea, Thália Színház)
- 1997 : Caligula helytartója (r.: Soós Péter, Pécsi Nemzeti Színház)
- 1998 : "Memory of..." (kor.: Yorma Uotinen, Thália Színház)
- 1998 : A születésnap (r.: Márton András, Pécsi Nemzeti Színház)
- 1998 : A mizantróp (r.: Lukáts Andor, Thália Színház)
- 1998 : Dandin György (r.: Hargitai Iván, Szentendrei Színpad)
- 1998 : Pinocchio kalandjai (r.: Simon Balázs, Pesti Színház)
- 1998 : Candide (r.: Kamondi Zoltán, Thália Színház)
- 1998 : Portugál (r.: Lukáts Andor, Kamra)
- 1998 : A lovakat lelövik ugye? (r.: Márton András, Pécsi Nemzeti Színház)
- 1998 : Júlia és a hadnagya (r.: Hargitai Iván, Csokonai Nemzeti Színház)
- 2000 : Pál utcai fiúk (r.: Soós Péter, Pécsi Nemzeti Színház)
- 1999 : Balta a fülbe (r.: Réthly Attila, Csiky Gergely Színház)
- 1999 : Amphitryon (r.: Hargitai Iván, Pécsi Nemzeti Színház)
- 1999 : Jeppe (r.: Tóth Miklós, Csiky Gergely Színház)
- 1999 : Május 35. (r.: Bezerédi Zoltán, Csiky Gergely Színház)
- 1999 : Galócza (r.: Soós Péter, Pécsi Nemzeti Színház)
- 1999 : York napsütése (r.: Hargitai Iván, Pécsi Nemzeti Színház)
- 1999 : Vízkereszt, vagy amit akartok (r.: Kelemen József, Csiky Gergely Színház)
- 2000 : Álszentek összeesküvése (r.: Hargitai Iván, Csokonai Nemzeti Színház)
- 2000 : Karikajáték (r.: Lukáts Andor, Kamra)
- 2000 : Világjobbítók (r.: Znamenák István, Csiky Gergely Színház)
- 2000 : Heilbronni Katica (r.: Réthly Attila, Csiky Gergely Színház)
- 2000 : "Mese" (kor.: Ladányi Andrea, Nyíregyházi Móricz Zsigmond Színház)
- 2000 : Szentivánéji álom (r.: Hargitai Iván, Csokonai Nemzeti Színház)
- 2000 : János vitéz (r.: Réthly Attila, Csiky Gergely Színház)
- 2000 : Kokainfutár (r.: Znamenák István, Csiky Gergely Színház)
- 2001 : Don Juan (r.: Babarczy László, Csiky Gergely Színház)
- 2001 : Liliom (r.: Schilling Árpád, Krétakör Színház)
- 2001 : Megszállottak (r.: Schilling Árpád, Krétakör Színház)
- 2001 : NEXXT (r.: Schilling Árpád, Művelődés Háza és Könyvtára)
- 2001 : W - munkáscirkusz (r.: Schilling Árpád, Krétakör Színház)
- 2002 : Walpurgis éj (r.: Schilling Árpád, Schaubühne Berlin)
- 2002 : Hazámhazám (r.: Schilling Árpád, Krétakör Színház)
- 2002 : Leonce és Léna (r.: Schilling Árpád, Krétakör Színház)
- 2003 : Nézőművészeti Főiskola (r.: Árkosi Árpád, Nézőművészeti Kft.)
- 2003 : III. Richárd (r.: Schilling Árpád, Piccolo Teatro di Milano)
- 2003 : Heilbronni Katica (r.: Réthly Attila, Thesszaloniki Nemzeti Színház)
- 2003 : Siráj (r.: Schilling Árpád, Krétakör Színház)
- 2004 : FEKETEország (r.: Schilling Árpád, Krétakör Színház)
- 2004 : Mizantróp (r.: Schilling Árpád, Krétakör Színház)
- 2005 : Phaidra (r.: Schilling Árpád, Krétakör Színház)
- 2006 : Szív-Cirkusz Varieté látvány (r.: Kari Györgyi, Can Togay, A38 Hajó)
- 2006 : Caligula (r.: Mundruczó Kornél, Proton Színház)
- 2006 : A jég (r.: Mundruczó Kornél, Krétakör Színház)
- 2007 : PestiEsti (r.: Láng Annamária, Krétakör Produkció
- 2007 : Frankenstein-terv (r: Mundruczó Kornél, Proton Színház)
- 2008 : A jég (r: Mundruczó Kornél, Nemzeti Színház)
- 2009 : Júdás evangéliuma (r: Mundruczó Kornél, Proton Színház)
- 2009 : A kis kéményseprő (r.: Bata Rita, Magyar Állami Operaház)
- 2010 : A felhő (r.: Ardai Petra, Trafó)
- 2010 : Nehéz Istennek lenni (r: Mundruczó Kornél, Proton Színház)
- 2011 : Hard Candy / Cukorfalat (r.: Goda Krisztina, Merlin Színház)
- 2011 : Tiszaeszlári Solymosi Eszter (r: Mundruczó Kornél, Proton Színház)
- 2011 : Vadember (r.: Schilling Árpád, MU Színház)
- 2011 : Megszállottak ideje (r: Mundruczó Kornél, Thalia Theater, Hamburg [Proton Színház])
- 2011 : Eljegyzés Santo Domingón avagy My Sweet Haiti (r: Mundruczó Kornél, Staatstheater Hannover [Proton Színház])
- 2012 : Cukorfalat / Hard Candy (r.: Goda Krisztina, Thália Színház)
- 2012 : Gubanc (r.: Schilling Árpád, Káva Kulturális Műhely)
- 2012 : Szégyen (r: Mundruczó Kornél, Bécsi Ünnepi Hetek [Proton Színház])
- 2012 : Szép napok (r: Mundruczó Kornél, Theater Oberhausen [Proton Színház])
- 2013 : Demencia (r: Mundruczó Kornél, Trafó [Proton Színház])
- 2013 : Denevér / Nietoperz (r: Mundruczó Kornél, TR Warszawa [Proton Színház])
- 2014 : Hotel Lucky Hole (r: Mundruczó Kornél, Schauspielhaus Zürich [Proton Színház])
- 2015 : A jég (r: Mundruczó Kornél, Trafó [Proton Színház])
- 2015 : Winterreise (r: Mundruczó Kornél, Budapest Music Center [Proton Színház])
- 2015 : Faust I. (r.: Schilling Árpád, Katona József Színház)
- 2015 : Faust II. (r.: Schilling Árpád, Katona József Színház)
- 2016 : Látszatélet (r: Mundruczó Kornél, Trafó [Proton Színház])
- 2018 : Medúza tutaja (r: Mundruczó Kornél, Ruhrtriennale, Bochum [Proton Színház])
- 2020 : A hét főbűn / Motherland (r: Mundruczó Kornél, Theater Freiburg, Freiburg [Proton Színház])

## Filmjei

### Kisfilmek, színházfilmek, tévéjátékok
- 1997 : Megérkezés (kisjátékfilm, (r.: Oláh Gábor) (díszlettervező)
- 1997 : Három nap (kisjátékfilm, r.: Soós Péter) (díszlettervező)
- 1998 : Áldott állapot (tévéfilm, r.: Soós Péter) (díszlettervező)
- 1999 : Portugál (színházfilm, r.: Lukáts Andor) (díszlettervező)
- 2000 : Semmelweis (tévéfilm, r.: Soós Péter) (díszlettervező)
- 2000 : Nexxt (színházfilm, r.: Schilling Árpád) (díszlettervező)
- 2002 : Hazámhazám (színházfilm, r.: Schilling Árpád) (díszlettervező)
- 2002 : Megálló (kisjátékfilm, r.: Schilling Árpád) (díszlettervező)
- 2003 : Határon túl (kisjátékfilm, r.: Schilling Árpád) (díszlettervező)
- 2005 : Before Dawn (kisjátékfilm, r.: Kenyeres Bálint) (díszlettervező)
- 2007 : A hangya és a tücsök (kisjátékfilm, r.: Csáki László) (látványtervező)
- 2007 : FEKETEország (színházfilm, r.: Schilling Árpád) (díszlettervező)
- 2007 : Hazámhazám (színházfilm, r.: Schilling Árpád) (díszlettervező)
- 2008 : Lopott ritmus (kisjátékfilm, r.: Szecsanov Martin) (díszlettervező)
- 2011 : A kutyákat elengedtem (kisjátékfilm) (rendező, forgatókönyvíró, látványtervező)

### Nagyjátékfilmek
- 1998 : Az alkimista és a szűz (r.: Kamondi Zoltán) (díszlettervező)
- 1999 : Chacho Rom – Az igazi cigány (r.: Szabó Ildikó) (díszlettervező)
- 2003 : Tulse Luper bőröndjei, 1. rész: A moab történet (filmdráma, r.: Peter Greenaway) (látványtervező)
- 2004 : Tulse Luper bőröndjei, 3. rész: Hálóingtől a végéig (filmdráma, r.: Peter Greenaway) (látványtervező)
- 2005 : A harag napja (akciófilm, r.: Adrian Rudomin) (látványtervező)
- 2007 : Boldog új élet (filmdráma, r.: Bogdán Árpád) (díszlettervező, színész)
- 2008 : 100 halálos lépés (thriller, r.: Eric Red) (látványtervező)
- 2008 : Delta (filmdráma, r.: Mundruczó Kornél) (látványtervező)
- 2008 : Pánik (romantikus filmdráma, r.: Till Attila) (látványtervező)
- 2009 : A Nibelung-lakópark (filmdráma, r.: Mundruczó Kornél) (látványtervező)
- 2010 : Szelíd teremtés – A Frankenstein terv (filmdráma, r.: Mundruczó Kornél) (látványtervező)
- 2012 : Tutti i rumori del mare (thriller, r.: Federico Brugia) (látványtervező)
- 2014 : Fehér isten (filmdráma, r.: Mundruczó Kornél) (látványtervező)
- 2015 : Saul fia (filmdráma, r.: Nemes Jeles László) (színész – Apikoyres, görög rabbi)
- 2016 : Tiszta szívvel (filmdráma, r.: Till Attila) (látványtervező)
- 2017 : Jupiter holdja (filmdráma, r.: Mundruczó Kornél) (látványtervező)
- 2018 : Drakulics elvtárs (filmvígjáték, r.: Bodzsár Márk) (látványtervező)
- 2018 : Tegnap (filmdráma, r.: Kenyeres Bálint) (látványtervező)
- 2021 : Természetes fény (filmdráma, r.: Nagy Dénes) (látványtervező, jelmeztervező)

## Díjai, elismerései
- 2008 : jelölés – Európai Filmakadémia kiválóságdíja Delta
- 2009 : „Keszthely Városért” kitüntetés[4]
- 2009 : Jászai Mari-díj[9]
- 2015 : díj – Színikritikusok Díja – a legjobb díszlet (Faust I-II.)
- 2016 : díj – Színikritikusok Díja – a legjobb díszlet (Látszatélet)
- 2018 : díj – Magyar Filmkritikusok Díja – legjobb látványtervező (Jupiter holdja)
- 2018 : díj – Magyar Filmdíj – legjobb látványtervező (Jupiter holdja)
- 2020 : díj – Magyar Filmdíj – legjobb díszlettervező (Drakulics elvtárs)
- 2021 : díj – Magyar Mozgókép Fesztivál – legjobb jelmez (Természetes fény)
- 2021 : díj – Európai Filmakadémia – legjobb európai látványtervező (Természetes fény)
- 2022 : Hevesi Sándor-díj[10]